# Erwin Gröger
Erwin Gröger (Viena, 9 de agosto de 1912 — Curitiba, 24 de outubro de 2008) foi um engenheiro, montanhista e orquidófilo austríaco radicado no Paraná.
Conhecido como "Professor" pelas inovações que contribuiu a escalada técnica, também foi pintor, poeta e músico, entre outras atividades.

## Biografia
Erwin Gröger nasceu em Viena, então capital do Império Austro-Húngaro. Era filho único de uma família altamente acadêmica e intelectual pela linhagem paterna, e de pequenos agricultores e humildes artesãos pela parte materna. Quando contava com dois anos de idade, estourou na Europa a I Grande Guerra Mundial, transformando a Áustria, até então império, em república.  Neste período cresceu se dedicando aos estudos elementares e ao violão clássico, que estudou por quatro anos.
Foi ainda em sua terra natal que ele aprendeu a escalar e a apreciar as montanhas. Durante muito tempo foi um apaixonado pelas Dolomitas, um grupo de montanhas nos Alpes orientais na divisa da Áustria com a Itália. Sua separação com as montanhas alpinas ocorreu em 1938, quando a Alemanha nazista anexou seu país e, então, o jovem Erwin, já com 26 anos, casado e pai de uma filha, veio ao Brasil.
Iniciou-se então um período longo e penoso para a família Gröger, que não sabia exatamente que destino tomar. O visto de permanência foi liberado com certa facilidade pois o governo brasileiro, na época, recebia bem imigrantes qualificados. Também dominava perfeitamente cinco idiomas, inclusive o português, falando fluentemente todos eles. Até fixar residência definitivamente em Curitiba, onde trabalhou por 15 anos como professor no Seminário Menor de Nova Orleans, percorreu muitos lugares pelo sudeste e sul do país, trabalhando como ajudante de caminhão, vendedor e representante
Em 1946, em um passeio a Igreja do Rocio, em Paranaguá, pela famosa estrada de ferro Curitiba – Paranaguá, conheceu pela primeira vez o Conjunto Marumbi. Algumas semanas depois voltava acompanhado de outro notório marumbinista da época, Orisel Currial, onde juntos, depois de algumas investidas, conquistaram a fenda principal, no Abrolhos.
Até a sua chegada em Curitiba, a escalada ainda era muito rudimentar no pais, não havia informações sobre técnicas, nós e equipamentos. Muitas ascensões realizadas antes dele eram feitas na raça e sem muito conhecimento. O apelido de Erwin advém exatamente por suas contribuições em ensinar as técnicas de escalada que ele havia aprendido na Europa, ajudando enormemente no desenvolvimento do montanhismo moderno no Paraná e no Brasil.
Depois desta experiência, Erwin realizou inúmeras escaladas, muitas delas solitárias, no Anhangava, Pico Paraná e Marumbi. De suas excursões pela montanha surgiu a paixão pelas orquídeas. Esta sensibilidade levou-o fundar a Sociedade Paranaense de Orquidófilos.
Em 1964 começou a dedicar-se pintura, herança de família. Os temas das pinturas eram variados, com preferência para montanhas e orquídeas. Pode-se classificar suas pinturas como acadêmicas, com influência impressionista.
Quando aposentou-se pelo INPS como professor, fazia traduções para a revista Emanuel e também para o consulado da Áustria em Curitiba, onde era tradutor oficial. Foi casado com Franziska Gröger, a Fanny, com quem teve uma filha, e três netos.